# Perillus exaptus
Perillus exaptus är en insektsart som först beskrevs av Thomas Say 1825.  Perillus exaptus ingår i släktet Perillus och familjen bärfisar. Inga underarter finns listade i Catalogue of Life.